# تپه اطراف شهرسوخته ۳۳۶
تپه اطراف شهرسوخته شماره ۳۳۶ مربوط به هزاره سوم قبل از میلاد است و در شهرستان زابل، بخش شیب آب، دهستان لوتک، روستای حومه شهر سوخته، ۱۵ کیلومتری جنوب شرق پایگاه باستان‌شناسی شهر سوخته واقع شده و این اثر در تاریخ ۲۸ اسفند ۱۳۸۵ با شمارهٔ ثبت ۱۸۹۸۱ به‌عنوان یکی از آثار ملی ایران به ثبت رسیده است.